# Monarchy
Monarchy er Elektronisk musikduo fra London, England. Duoen består af Andrew Armstrong (producer, DJ) og Ra Black (vokal, tekster) og var tidligere kendt under navnet Milke.

## Diskografi
- Monarchy (2010)
- Around the Sun (2011)